# Rodrigo Alvim
Rodrigo Oliveira da Silva Alvim, mais conhecido como Rodrigo Alvim (Porto Alegre, 23 de novembro de 1983), é um ex-futebolista brasileiro que atuava como lateral-esquerdo.

## Carreira

### Belenenses
Rodrigo Alvim foi um dos mais importantes jogadores do clube Belenenses. Fez parte do regresso do clube de Belém às competições da UEFA na época de 2007–08.

### Wolfsburg
Em 2008, foi vendido ao Wolfsburg da Alemanha. Defendeu o clube alemão durante os anos de 2008 e 2009, período em que foi campeão da Bundesliga, entretanto, em 2010 não estava nos planos do time europeu e acabou encabeçando uma lista de dispensas.

### Flamengo
Em janeiro de 2010, rescindiu seu contrato com o Wolfsburg. Então  voltou ao futebol brasileiro e acertou um contrato de 3 anos com o Flamengo. Ainda neste ano, Alvim foi titular em alguns jogos do Flamengo substituindo o então titular Juan e teve boas atuações, chegando a marcar 2 gols.
Em 2011, mesmo com à saída de Juan para o São Paulo, Alvim continuou sendo reserva do clube, desta vez para Egídio. Como Egídio estava sendo contestado pela torcida do Flamengo pelas más atuações, Alvim ganhou sua chance em alguns jogos, em que o mesmo não se destacou e acabou perdendo a vaga novamente para Egídio, além de ter a perdido para Renato Abreu e Ronaldo Angelim, ambos improvisados. Após o Campeonato Carioca, Egídio foi emprestado ao Ceará pois o Flamengo contratou o lateral esquerdo Júnior César junto ao São Paulo. Alvim passou o resto do ano de 2011 na reserva e quando substituía Júnior César ia muito mal e cada vez mais contestado pela torcida.
Em 2012, Alvim cada vez mais contestado acabou perdendo espaço até no banco de reservas, pois o Flamengo contratou o jovem Magal junto ao Americana, e o mesmo se destacou nos jogos em que entrou no segundo tempo ou foi titular.
Ainda em 2012, com a saída de Júnior César do Flamengo, Alvim ficou no elenco para ser reserva de Magal que também era contestável na titularidade, mas logo chegou Ramon ao clube para suprir a carência da lateral esquerda. Sendo assim, Alvim que passou a ser considerado terceira opção pra lateral, rescindiu seu contrato com o Flamengo no dia 12 de julho de 2012.

### Joinville
Em 13 de julho de 2012 assinou contrato com o Joinville.

### Paysandu
Em 2013, o jogador foi anunciado como a oitava contratação dos bicolores para a temporada.

### Miami Dade
Em 2014, Alvim jogou uma temporada pelo Miami Dade FC onde foi campeão da NAL.

## Estatísticas
Até 1 de maio de 2016.

### Clubes
| Clube             | Temporada         | Campeonato nacional | Campeonato nacional | Campeonato nacional | Copa nacional[a] | Copa nacional[a] | Copa nacional[a] | Competições continentais[b] | Competições continentais[b] | Competições continentais[b] | Outros torneios[c] | Outros torneios[c] | Outros torneios[c] | Total | Total | Total   |
| Clube             | Temporada         | Jogos               | Gols                | Assist.             | Jogos            | Gols             | Assist.          | Jogos                       | Gols                        | Assist.                     | Jogos              | Gols               | Assist.            | Jogos | Gols  | Assist. |
| ----------------- | ----------------- | ------------------- | ------------------- | ------------------- | ---------------- | ---------------- | ---------------- | --------------------------- | --------------------------- | --------------------------- | ------------------ | ------------------ | ------------------ | ----- | ----- | ------- |
| Flamengo          | 2010              | 3                   | 0                   | 0                   | 0                | 0                | 0                | 2                           | 2                           | 0                           | 7                  | 0                  | 0                  | 12    | 2     | 0       |
| Flamengo          | 2011              | 3                   | 0                   | 0                   | 3                | 0                | 0                | 1                           | 0                           | 0                           | 8                  | 0                  | 0                  | 15    | 0     | 0       |
| Flamengo          | 2012              | 0                   | 0                   | 0                   | 0                | 0                | 0                | 0                           | 0                           | 0                           | 0                  | 0                  | 0                  | 0     | 0     | 0       |
| Flamengo          | Total             | 6                   | 0                   | 0                   | 3                | 0                | 0                | 3                           | 2                           | 0                           | 15                 | 0                  | 0                  | 27    | 2     | 0       |
| Joinville         | 2012              | 2                   | 0                   | 0                   | 0                | 0                | 0                | 0                           | 0                           | 0                           | 0                  | 0                  | 0                  | 2     | 0     | 0       |
| Joinville         | Total             | 2                   | 0                   | 0                   | 0                | 0                | 0                | 0                           | 0                           | 0                           | 0                  | 0                  | 0                  | 2     | 0     | 0       |
| Paysandu          | 2013              | 1                   | 0                   | 0                   | 0                | 0                | 0                | 0                           | 0                           | 0                           | 0                  | 0                  | 0                  | 1     | 0     | 0       |
| Paysandu          | Total             | 1                   | 0                   | 0                   | 0                | 0                | 0                | 0                           | 0                           | 0                           | 0                  | 0                  | 0                  | 1     | 0     | 0       |
| Miami Dade        | 2014              | 0                   | 0                   | 0                   | 0                | 0                | 0                | 0                           | 0                           | 0                           | 0                  | 0                  | 0                  | 0     | 0     | 0       |
| Miami Dade        | Total             | 0                   | 0                   | 0                   | 0                | 0                | 0                | 0                           | 0                           | 0                           | 0                  | 0                  | 0                  | 0     | 0     | 0       |
| Miami United      | 2016              | 0                   | 0                   | 0                   | 0                | 0                | 0                | 0                           | 0                           | 0                           | 0                  | 0                  | 0                  | 0     | 0     | 0       |
| Miami United      | Total             | 0                   | 0                   | 0                   | 0                | 0                | 0                | 0                           | 0                           | 0                           | 0                  | 0                  | 0                  | 0     | 0     | 0       |
| Total na carreira | Total na carreira | 9                   | 0                   | 0                   | 3                | 0                | 0                | 3                           | 2                           | 0                           | 15                 | 0                  | 0                  | 30    | 2     | 0       |

- a. ^ Jogos da Copa do Brasil
- b. ^ Jogos da Copa Libertadores da América e Copa Sul-Americana
- c. ^ Jogos do Campeonato Carioca e Amistoso

## Títulos
Paraná Clube
- Campeonato Paranaense: 2006

Wolfsburg
- Campeonato Alemão: 2008-09

Flamengo
- Taça Guanabara: 2011
- Taça Rio: 2011
- Campeonato Carioca: 2011

Paysandu
- Campeonato Paraense: 2013